# アルナ・コネ
アルナ・コネ（Arouna Koné, 1983年11月11日 - ）は、コートジボワール出身の元サッカー選手。元コートジボワール代表。現役時代のポジションはフォワード。

## クラブ経歴

### 初期の経歴
コートジボワールの首都アビジャン郊外にあるアニャマ(Ányama)に生まれ、他の多くの少年と同じようにストリートサッカーに興じた。父親は勉学に集中して欲しいと願ったが、アルナはプロのサッカー選手に憧れていた。9歳の時に父親が死去すると、母親はアルナの大志に賛同し、地元のリオ・スポール・ダニャマの下部組織に入団した。コートジボワールから世界に羽ばたいて成功を収めたサッカー選手は小さなクラブの下部組織に入団するのではなく、アビジャンにあるASECアビジャンの下部組織に入団することが多く、兄のバカリ・コネもASECアビジャン出身である。サッカーに集中するために16歳の時に学校に行くのを辞め、17歳の時にRSダニャマトップチームに昇格し、チームのコートジボワール・プレミア・ディビジョン（1部）昇格に貢献した。2002年にはフランスのRCランスのトライアルに招待されたが、個人的な事情によりランスではなくベルギーのリールセSKと契約した。リールセではチームメイトと良好な関係を築き、同じコートジボワール人のAdolphe TohouaもリールセSKに加入した。デビューシーズンの2002-03シーズンは32試合に出場して11得点を挙げる活躍を見せた。2003年夏には、わずか1シーズンプレーしただけでオランダのローダJCに引き抜かれた。

### PSVアイントホーフェン
ローダでも即座に結果を出し、2005年夏には2004-05シーズンのリーグ王者・PSVアイントホーフェンに移籍した。ローダには移籍金900万ユーロが支払われ、背番号10番を渡された。2005-06シーズンはペルー代表のジェフェルソン・ファルファンやオランダ代表のヤン・フェネホール・オフ・ヘッセリンクと息の合ったコンビを組み、21試合に出場して11得点を挙げる活躍で自身の株を上げ、2位のAFCアヤックスに勝ち点10の大差を付けてリーグ優勝を果たした。UEFAチャンピオンズリーグでは2試合に出場したが、先発出場したのは1試合のみで、チームもベスト16に終わった。
2006-07シーズンのUEFAチャンピオンズリーグではチームのフォワード陣最多の9試合に出場し、ホームとアウェーのガラタサライSK戦でそれぞれ1得点ずつを決めた。3トップの頂点や3トップのウイング、2トップの一角など様々なポジションで起用され、チームのベスト8に貢献した。2007年冬の移籍期間にはイングランドのアストン・ヴィラFC、ウクライナのFCシャフタール・ドネツク などから興味を持たれた。3月には練習中に膝を負傷し、クラブや代表の重要な試合を何試合も欠場した。PSVが2位との間に築いた勝ち点差は決して追いつくことができない差のように思えたが、負傷中にじわじわと勝ち点差が縮まっていった。21節終了時点で18勝2分1敗と首位を独走していたが、22節からの10試合は3勝3分4敗と苦しみ、最終的には2位のアヤックスと勝ち点差なしでのリーグ優勝であった。欠場する試合も多かったが、31試合に出場して10得点8アシストの記録を残した。UEFAチャンピオンズリーグでは決勝トーナメント1回戦でアーセナルFCを下したが、アルナとブラジル人DFアレックスは準々決勝のリヴァプールFC戦に出場できず、2試合合計0-4で完敗した。
2007年夏にはマラリアで倒れ、モスクワで開催されたロシア鉄道杯に出場できなかった。アルナが欠場したその大会では、準決勝でACミランを、決勝でレアル・マドリードを破って優勝している。8月20日、2007-08シーズン開幕戦のヘラクレス・アルメロ戦(2-0)にフル出場した。得点こそなかったが、イングランドのミドルズブラFCのスカウトがスタンドから観戦し、600万ポンドを支払う用意があったと報道されている。

### セビージャFC
2007年8月21日にはスペインのセビージャFCとの移籍交渉が「前進した」(advanced)と伝えられ、8月30日に5年契約を結んだ。移籍金は800万ユーロであるが、活躍次第で900万ユーロまで上昇する。9月12日にセビージャの選手としてメディアに出演し、背番号22を受け取った。9月16日、レクレアティーボ・ウェルバ戦(4-1)でマリ代表のフレデリック・カヌーテとの交代で後半途中から出場し、リーガ・エスパニョーラ初出場を飾った。この試合ではPKを獲得したが、フォワードでコンビを組んだアレクサンドル・ケルジャコフがPKを外した。9月25日、RCDエスパニョール戦(2-3)で出場2戦目にして移籍後初得点を挙げた。10月2日のUEFAカップ・SKスラヴィア・プラハ戦には後半から出場して1得点し、4-2の勝利に貢献した。2008年4月までにリーグ戦の先発出場はわずか6試合にとどまり、途中出場が11試合と多かったため、セビージャからの移籍の可能性が報道された。兄弟に会いにローマを訪れたことも、セリエAのクラブへの移籍の噂に火を注いだ。2008年夏には、リヴァプールFCがアルバロ・アルベロアをトレードの一部としてアルナの獲得に興味を持っているという話や、トッテナム・ホットスパーFCが興味を抱いているという話、ミドルズブラFCからオファーがあったなどと報道された。
2008-09シーズンはFCディナモ・モスクワに移籍したケルジャコフが着けていた背番号9を与えられた。2008年8月20日、2010 FIFAワールドカップ・アフリカ予選のギニア戦に招集されたが、その試合中に膝に重傷を負い、リーグ戦の欠場を余儀なくされた。検査で左膝十字靭帯の損傷が確認され、長いリハビリ期間に入った。2009年2月4日に練習に復帰したことが伝えられ、7ヶ月の離脱期間を終えて3月に復帰したが、2008-09シーズンの出場はわずか6試合にとどまった。
2009年夏に負傷したことや、既に十分な人数のフォワードが在籍していたことなどから余剰戦力とみなされ、2009-10シーズンは監督からの信頼を失った。9月には、アフリカネイションズカップ2010や2010 FIFAワールドカップに出場するためにセビージャFCからの移籍を検討していることを認め、レアル・サラゴサへの移籍がささやかれた。12月にはイングランドのバーミンガム・シティFCやウルヴァーハンプトン・ワンダラーズFCやハル・シティAFCやバーンリーFCからの関心が伝えられた。年明けの1月にはアフリカネイションズカップ2010に参加し、2月1日にドイツのハノーファー96に半年間の契約でレンタル移籍することが決定した。ボルシア・ドルトムント戦(1-4)でデビューし、その試合で初得点も決めた。ハノーファー96では2009-10シーズン終了までに8試合に出場して2得点した。
シーズン終了後にセビージャに復帰したが、出場はわずか1試合に留まり2011年8月25日にレバンテUDに期限付き移籍。移籍後はチームトップの15ゴールを挙げ、チームのUEFAヨーロッパリーグ出場権獲得に寄与した。

### ウィガン・アスレティックFC
2012年8月14日、イングランドのウィガン・アスレティックFCに完全移籍。

### エヴァートンFC
ウィガンの2部降格に伴い、2013年7月8日、恩師ロベルト・マルティネスが率いるエヴァートンFCに移籍した。公式戦62試合に出場し10ゴール3アシストを記録した。

### スィヴァススポル
2017年7月4日、トルコのスィヴァススポルに移籍した。

## 代表経歴

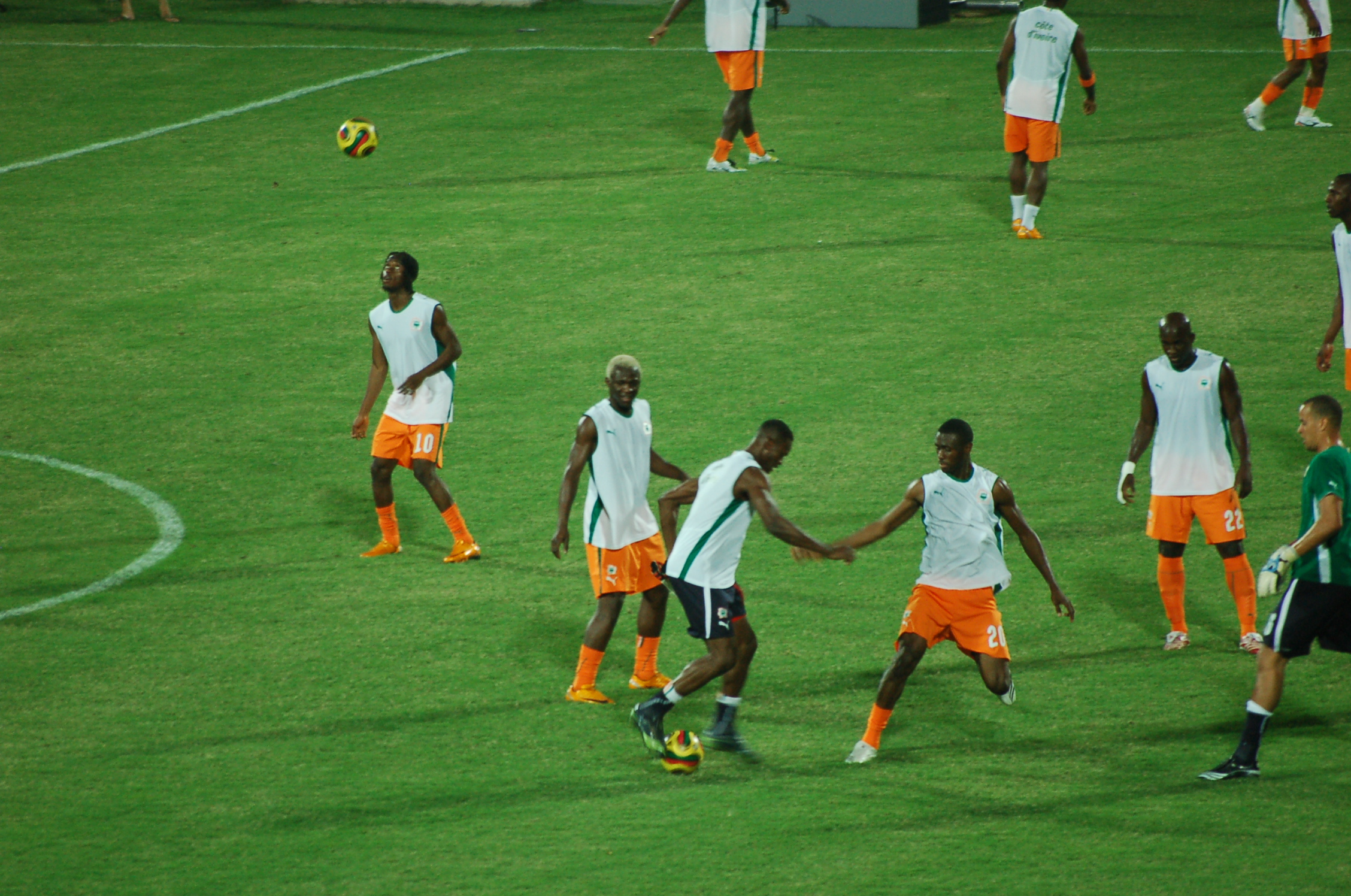
アフリカネイションズカップ2008でのアルナ（左から2番目）

### 世代別代表
2003年、Mama Ouattara監督が率いるU-21コートジボワール代表の一員としてアラブ首長国連邦で開催されたFIFAワールドユース選手権に出場し、Tohouaなどとともに活躍した。グループリーグではU-21メキシコ代表やU-21サウジアラビア代表を抑え、U-21アイルランド代表に次ぐ2位で通過した。決勝トーナメント1回戦ではU-21アメリカ代表と対戦し、0-2で敗れて大会からの敗退が決まった。2-1で勝利したメキシコ戦で1得点し、2-2で引き分けたアイルランド戦で2得点しており、国際サッカー連盟(FIFA)の公式ウェブサイトはアルナを「コートジボワールの攻撃の絶対的な要」と表現している。

### A代表
2004年3月のチュニジア戦(2-0)でコートジボワール代表デビューした。アフリカネイションズカップ2006には背番号9を着けて出場して1得点し、開催国のエジプトに敗れたものの準優勝している。同年夏には2006 FIFAワールドカップの出場メンバーに選出され、セルビア・モンテネグロ、アルゼンチン、オランダと強豪が揃ったグループリーグの3試合すべてに出場した。しかしアルナは得点を奪えず、チームもグループリーグ敗退に終わった。ハンブルクで行われた初戦のアルゼンチン戦はベンチスタートとなり、2点を奪われた後の77分にカデル・ケイタとの交代で途中出場した。シュトゥットガルトで行われた2戦目のオランダ戦はディディエ・ドログバとともに先発出場し、2度の決定機を迎えたが、結局得点できず、チームは0-2で敗れた。ミュンヘンで行われた3戦目のセルビア・モンテネグロ戦は先発してフル出場したが、早々に2点を奪われて敗れ、3戦全敗で大会からの敗退が決まった。
2006年10月8日、アフリカネイションズカップ2008予選のガボン戦(5-0)では代表初得点を含む3得点を挙げた。クラブや代表での活躍が評価され、2006年のコートジボワール最優秀選手の候補に選ばれた。結局はドログバが受賞している。2007年6月3日、アフリカネイションズカップ2008予選のマダガスカル戦で代表に復帰した。首都アビジャンではなく北部のブアケで行われたこの試合には、ドログバやサロモン・カルーとともに3トップの一角として先発出場し、2得点の活躍で5-0の大勝に貢献した。8月17日には、エジプトで開催されるアフリカネイションズカップ2008に出場するコートジボワール代表メンバーに選ばれた。背番号9を着け、グループリーグ最初の2試合はベンチから試合を見守ったが、3戦目のマリ戦では先発出場した。

## 人物
- コネはムスリムであり、1日5回の祈りを欠かさず、モスクでの礼拝などではブブー(Boubou)と呼ばれる西アフリカのイスラム教徒の民族衣装を身にまとう。

### 家族
10人の兄弟と5人の姉妹がいる。2歳年上の兄バカリもコートジボワール代表歴のあるサッカー選手であり、オリンピック・マルセイユなどに所属した。バカリとアルナは2006 FIFAワールドカップに揃って出場している。カラモコ・コネ(Karamoko Koné)もサッカー選手であり、かつて所属したローダJCのリザーブチームに所属していた。クラブで得た報酬のいくらかをコートジボワールにいる母親や家族に仕送りしている。家族について「アフリカでは家族間の連帯意識がとても強い。僕が9歳の時に父親が死んで、僕の母親と家族は長い間を困難な状況で生きてきたんだ。僕は母親や家族に感謝しているし、僕が彼らをサポートすることができる」と語っている。2007年8月21日に初子が生まれた。

## 個人成績
2017年5月25日現在
| クラブ         | シーズン | リーグ                   | リーグ | リーグ | カップ | カップ | リーグカップ | リーグカップ | その他 | その他 | 通算 | 通算 |
| クラブ         | シーズン | ディヴィジョン           | 出場   | 得点   | 出場   | 得点   | 出場         | 得点         | 出場   | 得点   | 出場 | 得点 |
| -------------- | -------- | ------------------------ | ------ | ------ | ------ | ------ | ------------ | ------------ | ------ | ------ | ---- | ---- |
| リオ・スポール | 2001     |                          | 12     | 6      | -      | -      | -            | -            | -      | -      | 12   | 6    |
| リオ・スポール | 2002     | プレミア・ディビジョン   | 18     | 11     | -      | -      | -            | -            | -      | -      | 18   | 11   |
| リオ・スポール | 通算     | 通算                     | 30     | 17     | -      | -      | -            | -            | -      | -      | 30   | 17   |
| リールセ       | 2002-03  | ジュピラー・プロ・リーグ | 32     | 11     | 0      | 0      | -            | -            | -      | -      | 32   | 11   |
| リールセ       | 通算     | 通算                     | 32     | 11     | 0      | 0      | -            | -            | -      | -      | 32   | 11   |
| ローダ         | 2003-04  | エールディヴィジ         | 28     | 11     | 0      | 0      | -            | -            | -      | -      | 28   | 11   |
| ローダ         | 2004-05  | エールディヴィジ         | 33     | 14     | 0      | 0      | -            | -            | -      | -      | 33   | 14   |
| ローダ         | 2005-06  | エールディヴィジ         | 2      | 2      | 0      | 0      | -            | -            | -      | -      | 2    | 2    |
| ローダ         | 通算     | 通算                     | 63     | 27     | 0      | 0      | -            | -            | -      | -      | 63   | 27   |
| PSV            | 2005-06  | エールディヴィジ         | 21     | 11     | 0      | 0      | -            | -            | 2      | 0      | 23   | 11   |
| PSV            | 2006-07  | エールディヴィジ         | 31     | 10     | 0      | 0      | -            | -            | 9      | 2      | 40   | 12   |
| PSV            | 2007-08  | エールディヴィジ         | 1      | 0      | 0      | 0      | -            | -            | 0      | 0      | 1    | 0    |
| PSV            | 通算     | 通算                     | 53     | 21     | 0      | 0      | -            | -            | 11     | 2      | 64   | 23   |
| セビージャ     | 2007-08  | ラ・リーガ               | 21     | 1      | 0      | 0      | -            | -            | 3      | 1      | 24   | 2    |
| セビージャ     | 2008-09  | ラ・リーガ               | 6      | 0      | 0      | 0      | -            | -            | -      | -      | 6    | 0    |
| セビージャ     | 2009-10  | ラ・リーガ               | 12     | 0      | 2      | 0      | -            | -            | 3      | 0      | 17   | 0    |
| セビージャ     | 2010-11  | ラ・リーガ               | 1      | 0      | 0      | 0      | -            | -            | 0      | 0      | 1    | 0    |
| セビージャ     | 通算     | 通算                     | 40     | 1      | 2      | 0      | -            | -            | 6      | 1      | 48   | 2    |
| ハノーファー   | 2009-10  | ブンデスリーガ           | 8      | 2      | 0      | 0      | -            | -            | -      | -      | 8    | 2    |
| ハノーファー   | 通算     | 通算                     | 8      | 2      | 0      | 0      | -            | -            | -      | -      | 8    | 2    |
| レバンテ       | 2011-12  | ラ・リーガ               | 34     | 15     | 5      | 2      | -            | -            | -      | -      | 39   | 17   |
| レバンテ       | 通算     | 通算                     | 34     | 15     | 5      | 2      | -            | -            | -      | -      | 39   | 17   |
| ウィガン       | 2012-13  | プレミアリーグ           | 34     | 11     | 4      | 2      | 0            | 0            | -      | -      | 38   | 13   |
| ウィガン       | 通算     | 通算                     | 34     | 11     | 4      | 2      | 0            | 0            | -      | -      | 38   | 13   |
| エヴァートン   | 2013-14  | プレミアリーグ           | 5      | 0      | 0      | 0      | 1            | 0            | -      | -      | 6    | 0    |
| エヴァートン   | 2014-15  | プレミアリーグ           | 12     | 1      | 0      | 0      | 0            | 0            | 4      | 0      | 16   | 1    |
| エヴァートン   | 2015-16  | プレミアリーグ           | 25     | 5      | 2      | 2      | 4            | 0            | -      | -      | 31   | 7    |
| エヴァートン   | 2016-17  | プレミアリーグ           | 5      | 0      | 1      | 0      | 2            | 2            | -      | -      | 8    | 2    |
| エヴァートン   | 通算     | 通算                     | 47     | 6      | 3      | 2      | 7            | 2            | 4      | 0      | 61   | 10   |
| 総通算         | 総通算   | 総通算                   | 341    | 111    | 13     | 5      | 7            | 2            | 21     | 3      | 382  | 122  |

## 代表歴

### 出場大会
- コートジボワール代表
  - 2006 FIFAワールドカップ

### 試合数
- 国際Aマッチ 39試合 9得点（2004年-2013年）[26]

| コートジボワール代表 | 国際Aマッチ | 国際Aマッチ |
| 年                   | 出場        | 得点        |
| -------------------- | ----------- | ----------- |
| 2004                 | 5           | 0           |
| 2005                 | 3           | 1           |
| 2006                 | 15          | 4           |
| 2007                 | 6           | 4           |
| 2008                 | 5           | 0           |
| 2009                 | 1           | 0           |
| 2010                 | 0           | 0           |
| 2011                 | 0           | 0           |
| 2012                 | 2           | 0           |
| 2013                 | 2           | 0           |
| 通算                 | 39          | 9           |

### 得点
| #  | 日時           | 場所       | 相手         | スコア | 結果 | 大会                               |
| -- | -------------- | ---------- | ------------ | ------ | ---- | ---------------------------------- |
| 1. | 2006年10月8日  | アビジャン | ガボン       | 5–0    | 勝利 | アフリカネイションズカップ2008予選 |
| 2. | 2006年10月8日  | アビジャン | ガボン       | 5–0    | 勝利 | アフリカネイションズカップ2008予選 |
| 3. | 2006年10月8日  | アビジャン | ガボン       | 5–0    | 勝利 | アフリカネイションズカップ2008予選 |
| 4. | 2007年6月3日   | ブアケ     | マダガスカル | 5–0    | 勝利 | アフリカネイションズカップ2008予選 |
| 5. | 2007年6月3日   | ブアケ     | マダガスカル | 5–0    | 勝利 | アフリカネイションズカップ2008予選 |
| 6. | 2007年11月21日 | ドーハ     | カタール     | 6–1    | 勝利 | 親善試合                           |
| 7. | 2007年11月21日 | ドーハ     | カタール     | 6–1    | 勝利 | 親善試合                           |

## タイトル

### クラブ
- PSVアイントホーフェン
  - エールディヴィジ(2) : 2005-2006, 2006-2007
- ウィガン・アスレティックFC
  - FAカップ(1) : 2012-2013
- スィヴァススポル
  - テュルキエ・クパス(1) : 2021-2022